# Capitotricha bicolor

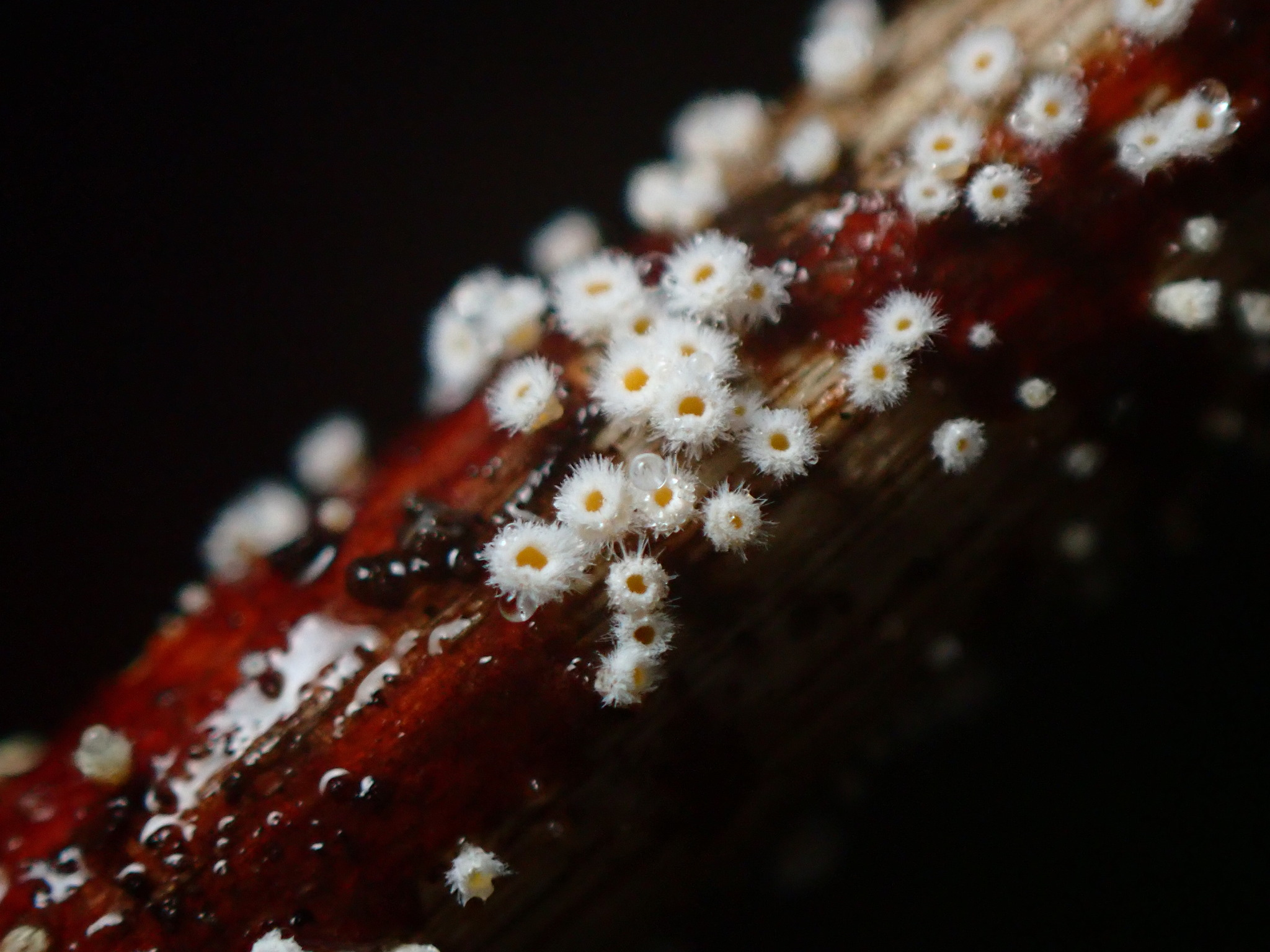

Capitotricha bicolor (Bull.) Baral – gatunek grzybów należący do klasy patyczniaków (Leotiomycetes).

## Systematyka i nazewnictwo
Pozycja w klasyfikacji według Index Fungorum: Capitotricha, Lachnaceae, Helotiales, Leotiomycetidae, Leotiomycetes, Pezizomycotina, Ascomycota, Fungi.
Po raz pierwszy opisał go w 1789 r. Jean Baptiste François Bulliard, nadając mu nazwę Peziza bicolor. Obecną nazwę nadał mu Hans-Otto Baral w 1985 r.
Ma 13 synonimów. Niektóre z nich:
- Dasyscyphus bicolor (Bull.) Fuckel 1870
- Lachnea bicolor (Bull.) Gillet 1880
- Lachnella bicolor (Bull.) W. Phillips 1887[2].

## Morfologia
Owocniki
Apotecja (miseczki) o wysokości 0,3–0,85 mm i szerokości 0,55–1,8 mm na krótkich trzonkach, zazwyczaj prawie gładkich, o barwie od beżowej do brązowej, o wysokości 70–450 μm i średnicy 90–230 μm (stosunek wysokości do szerokości średnio 1,04). Tarczka owocnika pomarańczowa do ciemnopomarańczowej. Zewnętrzna powierzchnia owocnika gęsto pokryta czysto białymi, długimi włoskami.
Cechy mikroskopowe
Włoski szkliste, brodawkowate, cylindryczne lub z powiększonymi wierzchołkami, 180–240 (–260) × (2,6–) 3–4,2 (–4,6) μm (średnia długość 206 μm), o ścianach grubości od 0,75 do 1,2 μm, z wieloma septami, często z kryształkami na końcach. Worki 40–60 × 4,5–5,4 μm. Askospory raczej proste, jednokomórkowe, szkliste (6,4–)7,4–9,2(–9,9) × (1,5–)1,7–2,1(–2,2) μm, bez gutuli, lub z kilkoma małymi gutulami w środku. Parafizy lancetowate, o szerokości (2,4–)3–4,2 μm, ze spiczastymi lub stożkowatymi, mniej lub bardziej licznymi małymi gutulami wewnątrz, wyrastające ponad worki na 6,5–23 μm.

## Występowanie i siedlisko
Capitotricha bicolor występuje w Ameryce Północnej, Europie i Azji, podano także pojedyncze stanowiska w Ameryce Południowej i Australii. W Polsce M. A. Chmiel w 2006 r. przytoczyła kilkanaście stanowisk (pod nazwą Lacnum bicolor).
Nadrzewny grzyb saprotroficzny. Występuje na korze leżących na ziemi gałązkach i gałęziach dębów (Quercus), na korze drewna głogu (Crataegus), brzozy (Betula) i leszczyny pospolitej (Corylus avellana). Stwierdzono występowanie także na pozbawionej kory gałęzi głogu na wierzchołku tego drzewa.